# Eddie Jones (attore)
Eddie Jones (18 settembre 1934 – Los Angeles, 6 luglio 2019) è stato un attore statunitense.

## Filmografia parziale

### Cinema
- Delitti inutili (The First Deadly Sin), regia di Brian G. Hutton (1980)
- Il principe della città (Prince of the City), regia di Sidney Lumet (1981)
- Il serpente alato (Q), regia di Larry Cohen (1982)
- Una poltrona per due (Trading Places), regia di John Landis (1983)
- C.H.U.D., regia di Douglas Cheek (1984)
- Invasion U.S.A., regia di Joseph Zito (1985)
- L'anno del dragone (Year of the Dragon), regia di Michael Cimino (1985)
- Cadillac Man - Mister occasionissima (Cadillac Man), regia di Roger Donaldson (1990)
- Lettere d'amore (Stanley & Iris), regia di Martin Ritt (1990)
- Rischiose abitudini (The Grifters), regia di Stephen Frears (1990)
- Le avventure di Rocketeer (The Rocketeer), regia di Joe Johnston (1991)
- Ragazze vincenti (A League of Their Own), regia di Penny Marshall (1992)
- I signori della truffa (Sneakers), regia di Phil Alden Robinson (1992)
- Return to Me, regia di Bonnie Hunt (2000)
- The Singing Detective, regia di Keith Gordon (2003)
- Seabiscuit - Un mito senza tempo (Seabiscuit), regia di Gary Ross (2003)
- The Terminal, regia di Steven Spielberg (2004)
- Mercy, regia di Peter Cornwell (2014)

### Televisione
- Un salto nel buio (Tales from the Darkside) – serie TV, episodio 1x01 (1983)
- Lois & Clark - Le nuove avventure di Superman (Lois & Clark: The New Adventures of Superman) – serie TV, 87 episodi (1993-1997)
- Invisible Man (The Invisible Man) – serie TV, 45 episodi (2000-2002)
- Aquarius - serie TV, episodi 1x07-1x08 (2015)

## Doppiatori italiani
Nelle versioni in italiano delle opere in cui ha recitato, Eddie Jones è stato doppiato da:
- Marcello Tusco in Invasion U.S.A.
- Alessandro Rossi in L'anno del dragone
- Paolo Lombardi in Cadillac Man - Mister occasionissima
- Sergio Tedesco in Le avventure di Rocketeer
- Sandro Sardone ne I signori della truffa
- Goffredo Matassi in Lois & Clark - Le nuove avventure di Superman (st. 1)
- Carlo Baccarini in Lois & Clark - Le nuove avventure di Superman (st. 2-4)
- Antonio Guidi in Invisible Man
- Renato Mori in Return to Me
- Bruno Alessandro in The Terminal
- Carlo Reali in Aquarius